# Trogontherium

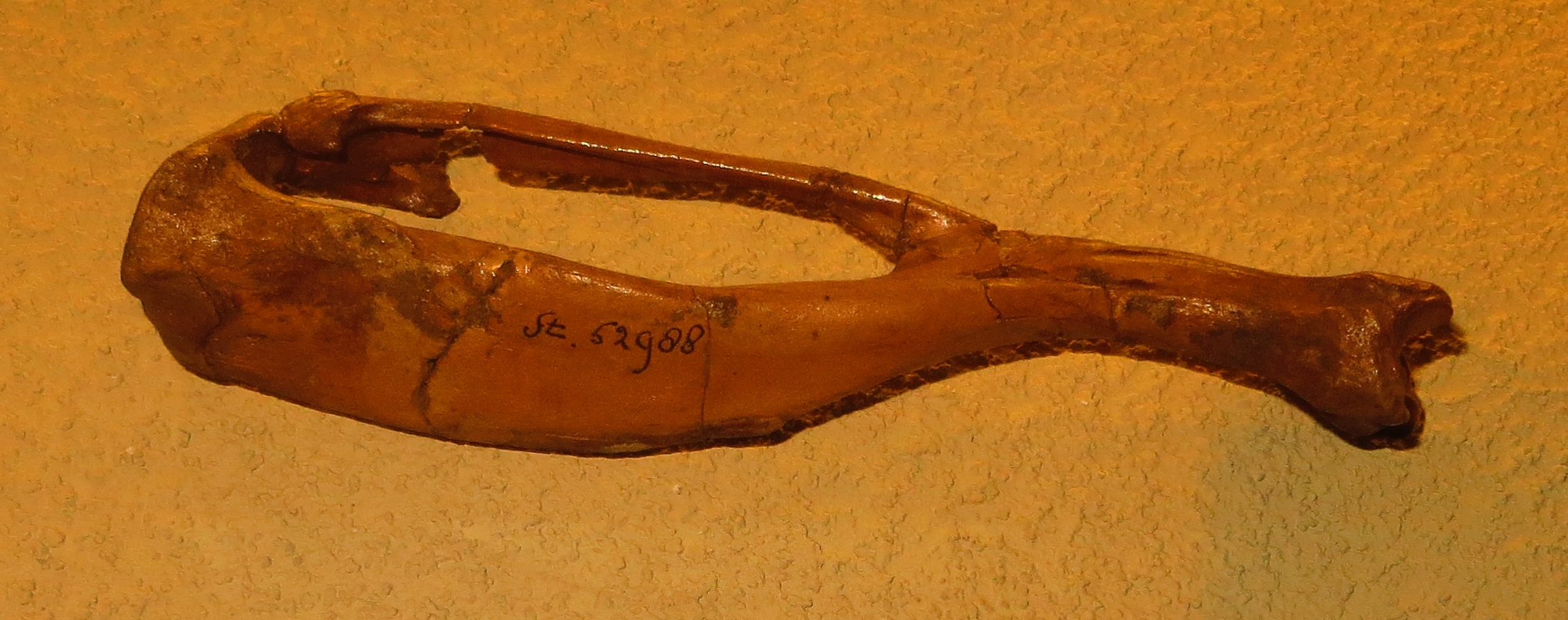
Tibia e fibula di Trogontherium cuvieri

Il trogonterio (gen. Trogontherium) è un roditore estinto, appartenente ai castoridi. Visse tra il Pliocene e il Pleistocene medio (circa 4 - 0,5 milioni di anni fa) e i suoi resti fossili sono stati ritrovati in Europa e in Asia. Alcuni resti attribuiti a questo genere provengono addirittura dal Miocene medio (circa 12 milioni di anni fa).

## Descrizione
Questo animale doveva essere molto simile al castoro attuale. A differenza di quest'ultimo, tuttavia, la coda era priva delle caratteristiche proiezioni trasversali ipersviluppate delle vertebre; ciò suggerisce che la coda di Trogontherium non fosse piatta ma fosse invece a sezione cilindrica. Il cranio, inoltre, era leggermente più lungo e sottile, mentre le zampe erano un po' più lunghe. Il piede era molto più grande di quello del castoro attuale, mentre la mano era leggermente più piccola. Alcuni studi (Schreuder, 1951) hanno suggerito l'ipotesi che vi fosse una membrana di pelle ad unire le dita dei piedi, come nelle forme attuali.
L'anatomia dentale di Trogontherium è caratterizzata dalle grandi dimensioni del quarto premolare inferiore e superiore e del terzo molare superiore, così come dalla presenza di smalto granulato degli incisivi.
Gli incisivi inferiori, inoltre, erano estremamente allungati, mentre la particolare conformazione della parte anteriore della mascella e la sua superficie ruvida potrebbero indicare la presenza di un forte labbro prensile e muscoloso, simile a quello dei lamantini attuali.
Molto spesso Trogontherium è noto come "castoro gigante" ed è stato visto come la controparte europea del grande Castoroides americano; tuttavia, la maggior parte dei resti fossili di Trogontherium non oltrepassa la taglia dell'attuale castoro, e solo alcuni fossili del Pleistocene inferiore (appartenenti alla specie Trogontherium cuvieri) sono leggermente più grandi. 

## Classificazione
Il genere Trogontherium venne descritto per la prima volta sulla base di un cranio ritrovato nella zona di Taganrog in Russia (Fisher von Waldheim, 1809). Da allora, numerosi fossili di questo animale sono stati ritrovati in varie parti d'Europa (tra cui Inghilterra, Francia, Germania, Paesi Bassi, Ungheria, Repubblica Ceca, Ucraina), in Kazakistan e persino in Cina (Choukoutien). Sorprendentemente, la specie sembra mancare nella zona del Mediterraneo, e quindi doveva avere una distribuzione circoscritta nella zona nordica. 
Trogontherium è stato ampiamente diffuso in Europa durante il Pliocene e Pleistocene. La tassonomia di Trogontherium è stata complicata inutilmente in passato a causa dell'attribuzione di vari nomi generici e specifici differenti. Secondo la classificazione proposta da Mayhew (1978), il genere Trogontherium si sarebbe sviluppato nel corso del Pliocene dando luogo a una singola linea evolutiva, con un aumento della dimensione del corpo attraverso il Pliocene e Pleistocene seguito da una diminuzione della taglia prima dell'estinzione nel tardo Pleistocene medio. La specie più antica sembrerebbe essere stata Trogontherium minus del Pliocene (rinvenuta in Germania e Francia), seguita poi dalla grande T. cuvieri. I fossili più recenti di questa specie datano al tardo Pleistocene medio (Paesi Bassi: Neede; Regno Unito: Hoxne, Clacton, Copdock, Swanscombe). 

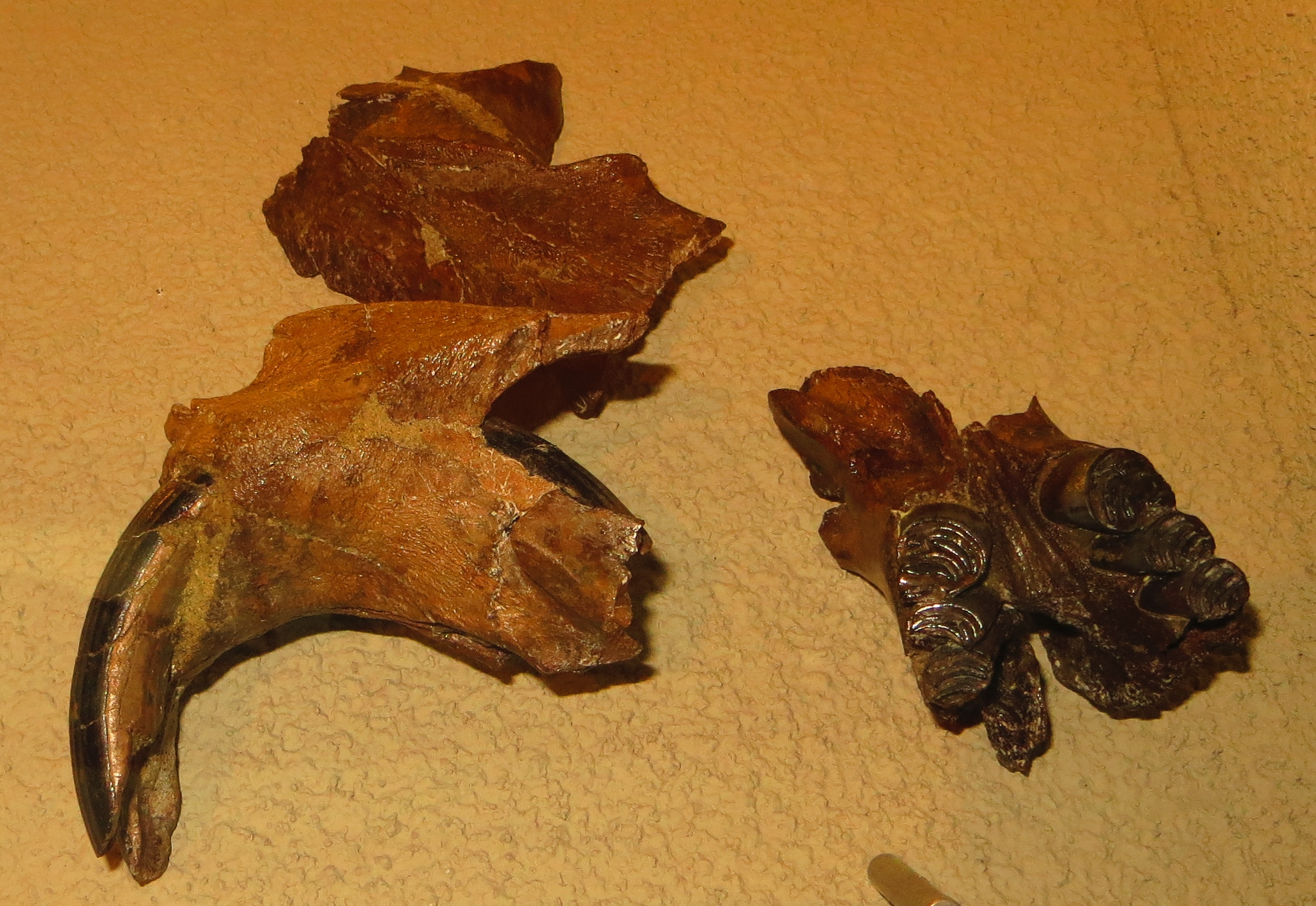
Mascella di Trogontherium cuvieri

In alcune vecchie classificazioni (Schreuder, 1929; Schreuder, 1951) è presente un'altra specie pleistocenica,Trogontherium boisvilletti'; secondo queste classificazioni, questa specie visse a ovest del fiume Reno, mentre T. cuvieri si rinviene esclusivamente a est. Secondo Mayhew (1978) la distinzione non si applicherebbe a livello geografico ma stratigrafico: in questo caso si hanno la sottospecie T. c. boisvilletti, più antica e dagli incisivi leggermente più sottili, e la successiva T. c. cuvieri propriamente detta. Le due sottospecie si differenzierebbero anche per la struttura del terzo e del quarto molare. Questa distinzione è stata notata anche da Heinrich (1998), che tuttavia non riconosce la distinzione a livello di sottospecie.
Un'altra specie a volte ascritta al genere Trogontherium è T. minutum, del Miocene medio (Turoliano); questa specie, considerata in alcuni studi appartenente al sottogenere Euroxenomys (Giersch et al., 2010), condivide con le grandi specie plio-pleistoceniche i grandi premolari e il grande terzo premolare superiore, ma differiscono da queste per la totale assenza di striature o rugosità dello smalto degli incisivi.

## Paleoecologia

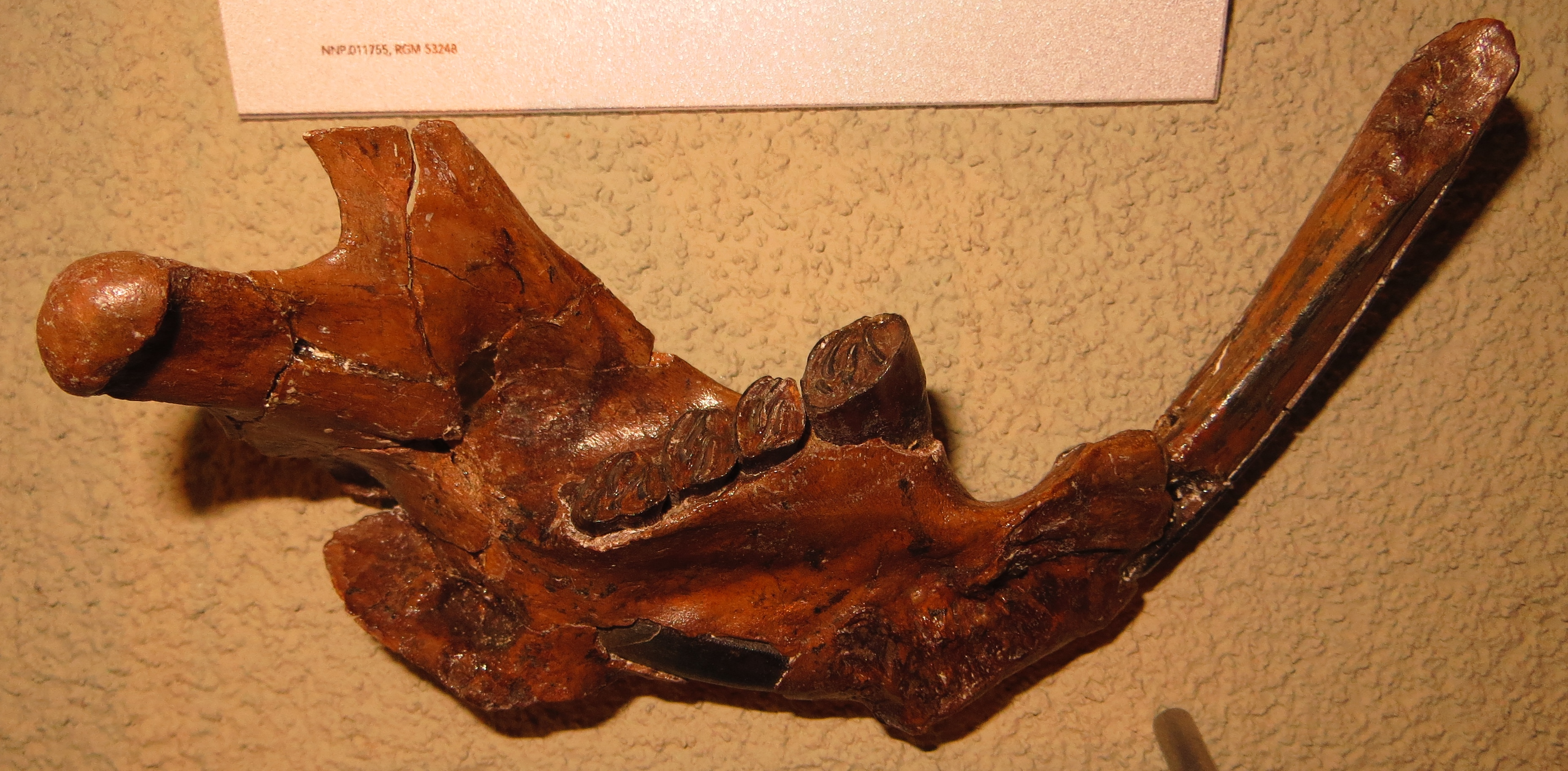
Mandibola di Trogontherium cuvieri. In evidenza gli enormi incisivi inferiori.

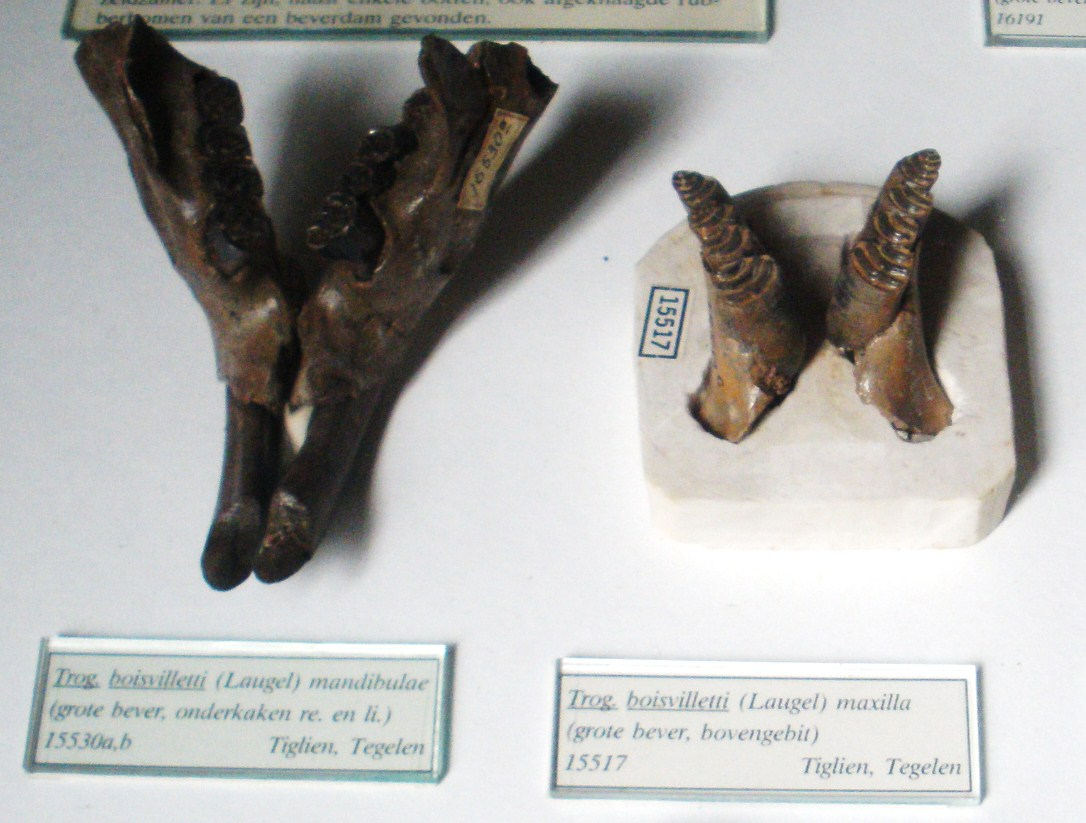
Mascella e mandibola di Trogontherium boisvilletti

Nonostante la somiglianza, è probabile che Trogontherium avesse uno stile di vita differente da quello dell'attuale castoro. Alcuni studi (Mayhew, 1978) ipotizzano che Trogontherium vivesse in un modo simile all'attuale nutria, che abita i fiumi e i laghi nelle regioni temperate del Sudamerica ed è stata introdotta dall'uomo in Europa. Questi animali scavano gallerie negli argini dei fiumi, sono eccellenti nuotatori che trascorrono la maggior parte del tempo in acqua e la loro dieta consiste principalmente di piante acquatiche. Sebbene Trogontherium avesse grandi incisivi, secondo Mayhew questi non erano utilizzati per abbattere alberi come nei castori attuali, ma per strappare le cortecce dagli alberi. La possibile presenza di un labbro muscoloso e prensile potrebbe essere stata utile per strappare le piante acquatiche mentre Trogontherium nuotava nei delta di grandi fiumi. Nel sito di Tegelen (Paesi Bassi), dove sono stati ritrovati abbondanti resti di Trogontherium, sono stati rinvenuti anche numerosi fossili di piante acquatiche (Euryale, Potamogeton, Najas, Trapa natans, Sagittaria, Alisma, Stratiotes, ranuncolo d'acqua). È quindi probabile che i Trogontherium, a differenza dei veri castori, si nutrissero durante il nuoto. Tuttavia, Trogontherium può essersi nutrito anche di rizomi, tuberi, e della corteccia degli alberi come il castoro attuali, soprattutto in inverno.